# Washington Institute for Near East Policy
Le Washington Institute for Near East Policy (WINEP) est un think tank américain basé à Washington qui se concentre sur la politique étrangère des États-Unis vis-à-vis des pays du Proche-Orient. Fondé par des proches de l'AIPAC, l'un des plus puissants organes de lobby pro-israélien aux États-Unis, il est souvent reproché au WINEP de proposer des analyses favorables à l'extrême droite israélienne.
D'après son site,  il se donne pour mission « de proposer une compréhension équilibrée et réaliste des intérêts américains au Moyen orient et promouvoir les politiques qui les sécurisent ».
Il a été fondé en 1985. 

## Sources
- (en) Cet article est partiellement ou en totalité issu de l’article de Wikipédia en anglais intitulé « Washington Institute for Near East Policy » (voir la liste des auteurs).